# Вулиця Івана Сірка (Львів)
Ву́лиця Іва́на Сірка́ — вулиця в Залізничному районі Львова на Левандівці. Сполучає вулиці Повітряну та Суботівську. Прилучаються вулиці Підлісна (від неї ведеться нумерація будинків вулиці Сірка), Олександра Потебні. В середній частині вулиця під прямим кутом перетинає вулицю Суботівську, при цьому роздільна смуга посередині Суботівської не переривається. 

## Історія та забудова
Вулиця названа 1956 року на честь кошового отамана Запорізької Січі XVII століття Івана Сірка, з того часу назва вулиці не змінювалася. 
Забудова: одноповерховий конструктивізм 1930-х років, одно- і двоповерхова житлова забудова 2000-х, п'ятиповерхова житлова забудова 1970-х років.
- № 25: житловий будинок, збудований у 1980-х роках для працівників Львівської залізниці. Ухвалою № 59 ЛМР від 26 вересня 2002 року будинок прийнятий від дистанції цивільних споруд на станції «Львів» Львівської залізниці у власність територіальної громади міста Львова[5].

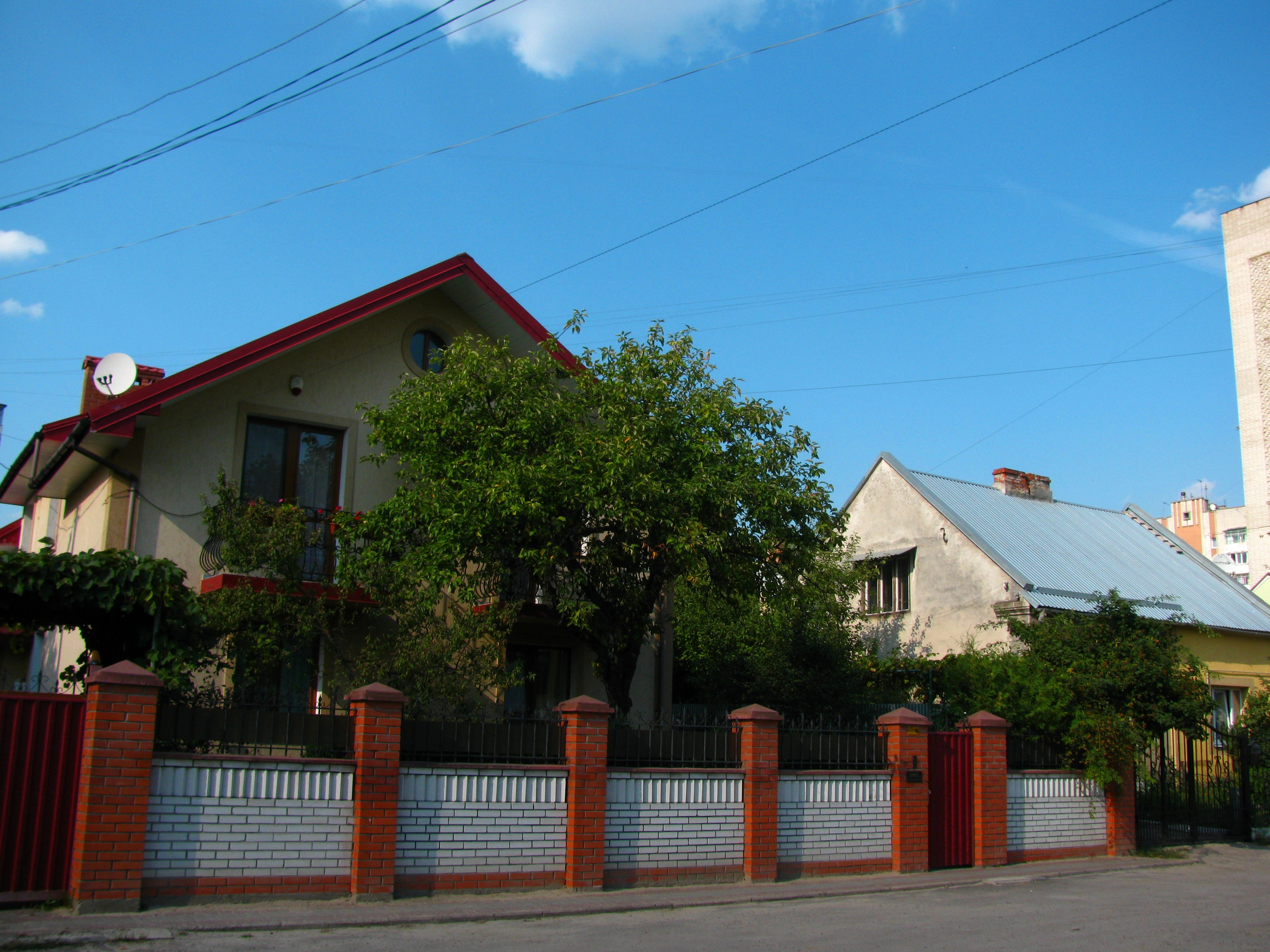
Житлові будинки (вул. Сірка, 4, 6)